# 日本オープンエンド不動産投資法人
日本オープンエンド不動産投資法人（にほんオープンエンドふどうさん-）は、東京都千代田区にある投資法人（私募リート）。スポンサーは三菱地所グループ。

## 概要
三菱地所グループの私募リートとして、2011年（平成23年）3月に運用を開始した。設立と登録は他の私募リートに先んじていたが、運用開始は2010年（平成22年）11月に運用開始した野村不動産プライベート投資法人に続く本邦2番目である。
ポートフォリオは、三菱地所のパイプラインが中心となっている。
資産運用会社は、三菱地所投資顧問。

## 沿革
- 2009年（平成21年）11月19日 - 設立企画人（三菱地所投資顧問株式会社）による投信法第69条に基づく設立にかかる届出。
- 2009年（平成21年）12月2日 - 投信法第166条に基づく設立の登記、本投資法人の設立。
- 2010年（平成22年）1月29日 - 投信法第188条に基づく登録の申請。
- 2010年（平成22年）3月5日 - 内閣総理大臣による投信法第187条に基づく登録の実施（登録番号：関東財務局長第69号）。
- 2011年（平成23年）3月 - 運用開始。

## ポートフォリオ
運用資産4,113億円（2021年8月31日時点）
組入物件例
- 淀屋橋スクエア
- 二番町センタービル
- 博多祇園センタープレイス
- マークイズみなとみらい
- パークハビオ渋谷
- パークフラッツ中目黒
- コンカード横浜[4]